# جيمس كالهون
جيمس كالهون (بالإنجليزية: James Calhoun)‏ هو سياسي أمريكي، ولد في 12 فبراير 1811، وتوفي في 1 أكتوبر 1875.